# Olimpíada Brasileira de Física na Escola Pública

Logo Oficial da Olimpíada Brasileira de Física na Escola Pública.

A Olimpíada Brasileira de Física das Escolas Públicas é uma Olimpíada de Física destinada a alunos de escolas públicas de todo o Brasil

## Objetivos
A Olimpíada Brasileira de Física das Escolas Públicas visa a valorização da escola pública, a melhoria do ensino e estudo das ciências, propiciando ao estudante uma forma de avaliar sua aptidão e seu interesse pela Ciência, em geral, e pela Física em particular. A OBFEP de um ponto de vista mais geral, se insere no conjunto de ações que buscam o sucesso e a permanência do estudante na escola e o desenvolvimento de práticas educativas que envolvam o maior número possível de estudantes; visa-se, assim, o uso das ciências para compreensão da realidade dos alunos com a realização de atividades que estimulem sua criatividade.

## Regulamento
Os alunos participantes da OBFEP são divididos em 3 níveis, de acordo com o seu grau de escolaridade, como a seguir:
Nível AAlunos matriculados no 9° ano do Ensino Fundamental, no ano letivo correspondente ao da realização das provas.
Nível BAlunos matriculados na 1ª ou 2ª série do Ensino Médio, no ano letivo correspondente ao da realização das provas.
Nível CAlunos matriculados na 3ª série do Ensino Médio, no ano letivo correspondente ao da realização das provas.:
A OBFEP é desenvolvida em duas fases:
Primeira FaseProva objetiva (múltipla escolha). Participam dessa fase todos os alunos inscritos por suas escolas.
Segunda FaseProva discursiva. Para essa fase classificam-se 5% dos alunos com melhor desempenho em cada Nível na 1ª Fase.
Cabe a cada escola selecionar os alunos com melhor desempenho na Primeira Fase e que participarão da Segunda Fase, como também fixar previamente critérios de desempate a serem aplicados, quando necessário, de modo a não exceder sua cota de 5% em cada nível.
Em 2012, será a 1ª edição na qual alunos de todos os estados poderão participar.

## Provas

### Provas da 1ª Fase
As provas da 1ª fase são realizadas em cada escola participante. Constam de 15 questões objetivas nos Níveis A e C e de 20 questões no Nível B (cada aluno de seu respectivo ano responde a 15 destas questões).

### Provas da  2ª Fase
As provas da 2ª Fase são realizadas nos centros de aplicação. A prova experimental contém 2 questões e a prova teórica consta de 5 questões para os Níveis A e C e de 8 questões para o Nível B (cada aluno de seu respectivo ano responde a 5 destas questões).

## Premiação

### Premiação Nacional
Serão concedidas 240 medalhas de ouro aos alunos das escolas municipais, estaduais e federais que obtiverem, considerando a modalidade de escola, as 20 primeiras colocações na classificação nacional, em cada uma das séries/anos.
Serão concedidas 240 medalhas de prata aos alunos das escolas municipais, estaduais e federais que obtiverem, considerando a modalidade de escola, as 20 colocações seguintes às primeiras  na classificação nacional, em cada uma das séries/ano.
Serão concedidas 240 medalhas de bronze aos alunos das escolas municipais, estaduais e federais que obtiverem, considerando a modalidade de escola, as 20 colocações seguintes às  segundas na classificação nacional, em cada uma das séries/anos.

### Premiação estadual
Serão concedidas até 972 medalhas de ouro aos 36 alunos – 9 de cada série/ano, três em cada modalidade de escola - que obtiverem maior pontuação nas escolas municipais, estaduais e federais em cada Unidade Federativa (UF)
Serão concedidas até 972 medalhas de prata aos 36 alunos – 9 de cada série/ano, três em cada modalidade de escola - que obtiverem maior pontuação nas escolas municipais, estaduais e federais em cada Unidade Federativa (UF).
Serão concedidas até 972 medalhas de bronze  aos 36 alunos – 9 de cada série/ano, três em cada modalidade de escola - que obtiverem maior pontuação nas escolas municipais, estaduais e federais em cada Unidade Federativa (UF).
Serão concedidos, a critério da Comissão da OBFEP, certificados de Menção Honrosa aos alunos de maior pontuação de todas as UFs que não forem contemplados com medalhas.

### Premiação dos Professores
A premiação dos professores estará vinculada à premiação dos estudantes.
Serão premiados, com medalhas e certificados, 131 professores.
Os critérios para que o professor de cada aluno de escola contemplado com medalhas receba pontos, são:
I. 4 pontos para cada aluno premiado com medalha de ouro;
II. 3 pontos para cada aluno premiado com medalha de prata;
III. 2 pontos para cada aluno premiado com medalha de bronze:
IV. 1 ponto para cada aluno premiado com menção honrosa.
Os 131 professores premiados serão distribuídos da seguinte forma:
I. 27 professores de escolas federais (um para cada unidade da federação) que obtiverem o maior número de pontos dentre os professores das escolas federais de sua respectiva UF.
II. 54 professores (dois para cada unidade da federação) de escolas municipais e estaduais  que obtiverem a maior pontuação em sua UF.
III. 50  professores de escolas municipais e estaduais que obtiverem a maior pontuação na classificação nacional, independente da UF.

### Premiação das Escolas
Serão premiadas  81 escolas, três em cada UF, que obtiverem a maior pontuação, sendo uma federal, uma estadual e uma municipal.
A premiação das escolas estará vinculada ao desempenho de seus alunos e a pontuação obtida, segundo os critérios abaixo:
I. 4  pontos para cada aluno premiado com medalha de ouro;
II. 3  pontos para cada aluno premiado com medalha de prata;
III. 2  pontos para cada aluno premiado com medalha de bronze;
IV. 1 ponto para cada aluno premiado com menção honrosa.

### Premiação das Secretarias de Educação
A pontuação de cada secretaria municipal de educação será a média aritmética dos pontos obtidos por todas as escolas municipais a ela vinculadas, participantes da 2ª Fase da OBFEP.
Serão concedidos troféus às 5 secretarias estaduais de educação (1 por cada região geográfica) que obtiverem maior pontuação em sua região geográfica (Nordeste, Norte, Centro-Oeste, Sudeste e Sul);
A premiação das Secretarias de Educação está vinculada ao desempenho dos alunos das  suas escolas municipais e estaduais participantes da 2ª Fase da OBFEP, segundo os critérios abaixo:
I. 4  pontos para cada aluno premiado com medalha de ouro;
II. 3  pontos para cada aluno premiado com medalha de prata;
III. 2  pontos para cada aluno premiado com medalha de bronze;
IV. 1 ponto para cada aluno premiado com menção honrosa.

## Escolas Participantes
A lista de escolas participantes está disponível no site da OBFEP.